# Ondatra
Cet article concerne le genre. Pour le nom vulgaire de l'espèce, voir Rat musqué.
Tribu
Genre
Synonymes
- Fiber G. Cuvier, 1800
- Mussacus Oken, 1816
- Simotes Fischer, 1817
- Moschomys Billberg, 1827
- Anaptogonia Cope, 1899
- Pliopotamys Wilson, 1933
- Neondatra Hibbard, 1937

Ondatra est un genre de rongeurs myomorphes de la famille des Cricetidae, seul représentant de la tribu des Ondatrini. Il ne comprend qu'une seule espèce actuelle : le Rat musqué (Ondatra zibethicus).

## Aire de répartition

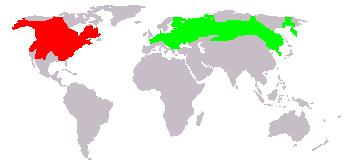
Carte de l'aire de répartition du Rat musqué :
zones d'origines ;
zones d'introductions ;
zones où il est inexistant.

Le Rat musqué est originaire de l'Amérique du Nord : de l'Alaska et du Nord canadien jusqu'au Sud-Ouest des États-Unis. Élevé pour sa fourrure, des spécimens importés à cet usage ont été introduits en République tchèque en 1905. Combinés avec des individus échappés (de) des élevages, l'espèce a colonisé par la suite l'ensemble du Paléarctique (de l'Europe jusqu'à Honshū, au Japon), en plus d'une introduction en Argentine, à tel point que ce rongeur est devenu une espèce invasive. Les espèces fossiles ont été toutes découvertes en Amérique du Nord.

## Taxinomie
Ce genre a été décrit pour la première fois en 1795 par le naturaliste allemand Heinrich Friedrich Link (1767-1851) et la tribu Ondatrini en 1825 par le zoologiste britannique John Edward Gray (1800-1875). Il a pour synonymes Anaptogonia, Fiber, Moschomys, Mussacus, Neondatra, Pliopotamys et Simotes,.
La seule espèce actuelle du genre étant le Rat musqué, Ondatra est traditionnellement considéré comme étant un genre monospécifique, mais il comprend aussi des espèces fossiles.

### Liste des espèces
L'espèce actuelle selon Catalogue of Life (26 novembre 2013), ITIS (26 novembre 2013), Mammal Species of the World (version 3, 2005)  (26 novembre 2013) et NCBI (26 novembre 2013) est :
- Ondatra zibethicus (Linnaeus, 1766) - Rat musqué.

Les espèces actuelles et éteintes selon Paleobiology Database (26 novembre 2013) sont :
- † Ondatra annectens Brown, 1908 ;
- † Ondatra idahoensis Wilson, 1933 ;
- † Ondatra meadensis Hibbard, 1937 ;
- † Ondatra minor Kretzoi, 1955 ;
- Ondatra zibethicus (Linnaeus, 1766) - Rat musqué.

### Protologues
- Tribu Ondatrini :
  - (en) John Edward Gray, « Outline of an attempt at the disposition of the Mammalia into tribes and families, with a list of the genera apparently pertaining to each tribe », Annals of Philosophy, vol. 10,‎ 1825, p. 337–344.
- Genre Ondatra :
  - (de) Heinrich Friedrich Link, « Beiträge zur Naturgeschichte », Stiller, vol. 1, no 2,‎ 1795, p. 76.